# Рид, Роберт (писатель)
Роберт Рид (англ. Robert David Reed; род. 1956) — американский писатель-фантаст.
Родился 9 октября 1956 в городе Омаха, штат Небраска. Окончил университет Nebraska Wesleyan University, получив ученую степень бакалавра. Затем девять лет работал биологом, после чего занялся литературной деятельностью. Первый рассказ Mudpuppies опубликовал в 1986.
Рид является автором более 140 рассказов и 11 романов в жанре научной фантастики, регулярно публикуясь в журналах Asimov's, Fantasy & Science Fiction, and Sci Fiction.